# ترنتون (ایندیانا)
ترنتون (به انگلیسی: Trenton) یک منطقهٔ مسکونی در ایالات متحده آمریکا است که در شهرستان بلکفورد، ایندیانا واقع شده‌است. ترنتون ۲۷۴٫۹۳ متر بالاتر از سطح دریا واقع شده‌است.